# کریس آدامز (بازیکن فوتبال)
کریس آدامز (انگلیسی: Chris Adams; ۶ سپتامبر ۱۹۲۷ – ۲۴ ژوئن ۲۰۱۲) بازیکن فوتبال اهل بریتانیا بود.
از باشگاه‌هایی که در آن بازی کرده‌است می‌توان به باشگاه فوتبال واتفورد، باشگاه فوتبال نوریچ سیتی، باشگاه فوتبال دارتفورد، و باشگاه فوتبال تاتنهام هاتسپر اشاره کرد.